# Secuestros turcos
Los secuestros turcos (en islandés: Tyrkjaránið) fueron raptos por parte de piratas berberiscos, para conseguir esclavos, que tuvieron lugar en Islandia, posesión del Reino de Dinamarca y Noruega entre el 20 de junio y el 19 de julio de 1627. Piratas de la República de Salé y la Regencia de Argel, bajo el mando del pirata renegado holandés Murat Reis, asaltaron el pueblo de Grindavík en la costa suroeste, Berufjörður y Breiðdalur en la Región Oriental (al este de los Fiordos), y Vestmannaeyjar (islas frente a la costa sur). Capturaron cerca de 400 personas para vender como esclavos.

## Secuestros
En 1627 corsarios berberiscos de Argel y Salé desembarcaron en Islandia en dos redadas diferentes, apresando casi 400 personas, cuando la población entonces era de aproximadamente 60 000 islandeses. Este evento se conoce popularmente como Tyrkjaránið (los secuestros turcos), ya que tenía su origen en áreas bajo la soberanía otomana, aunque no hubo turcos norteafricanos involucrados. Los piratas eran árabes y bereberes y la mayor parte holandeses y otros europeos convertidos al islam. Cuatro naves atacaron la costa este y sur, así como las islas Westman (Vestmannaeyjar). Diez años más tarde, 27 cautivos lograron regresar. Algunos habían regresado antes.

### Grindavik
El líder de uno de los allanamientos fue Jan Janszoon, también conocido como Murat Reis el Joven, un pirata holandés que operó desde Salé. En 1627 alquiló un esclavo danés, probablemente miembro de la tripulación capturada de algún barco danés tomado como botín, para guiarlo a él y a sus hombres a Islandia, donde irrumpieron en el pueblo de pescadores de Grindavík. Sus robos fuero mínimos, algunos pescados salados, unas pieles, pero lo más importante fueron doce islandeses y tres daneses, que podrían vender como esclavos. En cuanto se fueron de Grindavik, se las arreglaron para engañar y capturar un barco mercante danés, ondeando una bandera falsa.
Los barcos navegaban hacia Bessastöðum para asaltarla, pero fueron incapaces de hacer un desembarco. Se dice que el asalto fue frustrado por fuego de cañón desde los fuertes locales (Bessastaðaskans) y un grupo de lanceros del sur de la península que rápidamente se reunió. Navegaron de regreso y vendieron a los cautivos en el mercado de esclavos de Salé.

### Región oriental
El segundo grupo de invasores llegaron a Hvalsnes en el sureste de Islandia el 4 de julio. Atacaron los fiordos al norte por una semana, tomando ganado, plata y otras mercancías además de 110 islandeses. Capturaron un barco mercante danés y lo hundieron. En el norte de Fáskrúðsfjörður se encontraron con fuertes vientos y decidieron regresar y navegar por la costa sur de Islandia y en ese momento otro barco pirata se les unió. También capturaron un barco pesquero inglés.

### Vestmannaeyjar
Al no haber puertos o lugares para desembarcar en las costas del sur, los tres barcos llegaron eventualmente el 16 de julio a Vestmannaeyjar, un grupo de islas cerca de la costa, donde había un pueblo pesquero del mismo nombre. Asaltaron el pueblo y la isla por tres días, capturando 234 personas y matando a 34, entre ellos un ministro eclesiástico de la isla. El otro ministro, Ólafur Egilsson, fue inicialmente esclavizado por los piratas y llevado a Argel. Después lo mandaron de regreso a Copenhague para pedir fondos al rey de Dinamarca para rescatar a sus súbditos islandeses aun prisioneros. Los que mostraron resistencia fueron asesinados, así como los ancianos y enfermos. El 19 de julio los barcos dejaron Vestmannaeyjar y navegaron hacia Argel. Ólafur escribió más tarde una detallada memoria de su experiencia, uno de los numerosos relatos de cautiverio publicados en esos años. Fue traducido y publicado en inglés en 2008.

## Esclavos en Berbería
Los capturados fueron vendidos como esclavos en la costa berberisca. Todos los recuentos islandeses coinciden en que el número de cautivos era menor a 400. Emanuel d'Aranda en su libro Relation de la captivité et la liberté du sieur (1666), sobre su tiempo como esclavo del pirata bereber Ali Bitchin, afirma que un compañero esclavo islandés de Argel le dijo que habían esclavizado a 800 personas. Un número que no coincide con las cifras islandesas.
Algunas cartas escritas por los capturados llegaron a Islandia. Las cartas junto con otros reportes indican que eran tratados de maneras muy diferentes dependiendo de los dueños. Guttormur Hallsson, de la región oriental, dijo en una carta escrita en 1631 en la Berbería: "Hay muchas diferencias aquí entre los amos. Algunos esclavos tienen buenos dueños, amables o término medio, pero algunos infortunados están bajo el dominio de tiranos salvajes, crueles descorazonados, quienes nunca dejan de tratarlos mal y los fuerzan a trabajar y esforzarse con escasa ropa y poca comida, aprisionados con grilletes de hierro, de la mañana a la noche".
De todos los secuestrados la más notable fue Guðríður Símonardóttir, vendida como concubina en la Argelia otomana y una de las pocas islandesas que fueron rescatadas cerca de una década después por el rey Cristián IV de Dinamarca. Regresó a Islandia y fue conocida por haberse casado después con Hallgrímur Pétursson, quién se convirtió en un ministro luterano y uno de los poetas islandeses más famosos.